# Agencia Europea de la Guardia de Fronteras y Costas

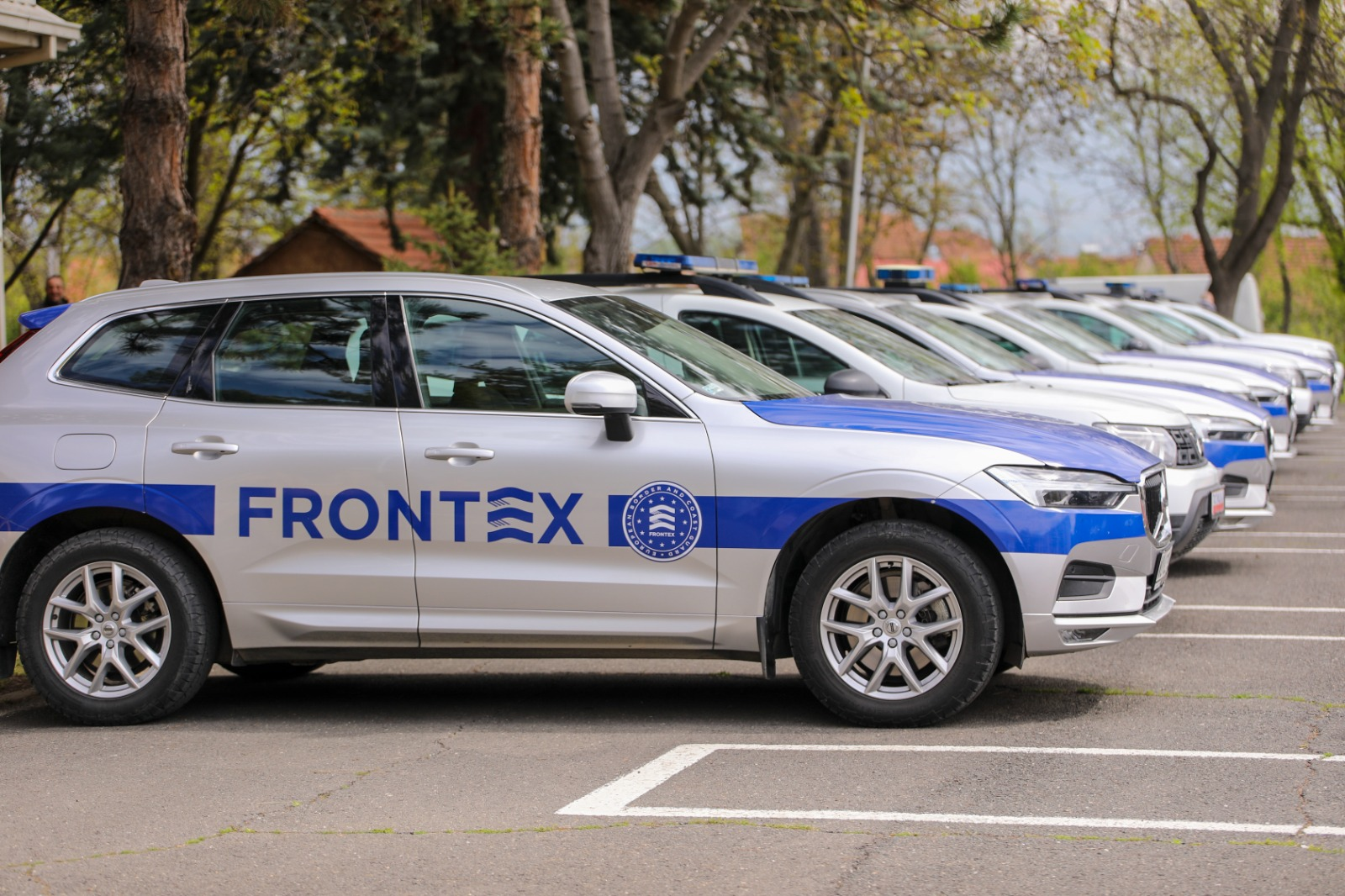
Patrullas de Frontex.

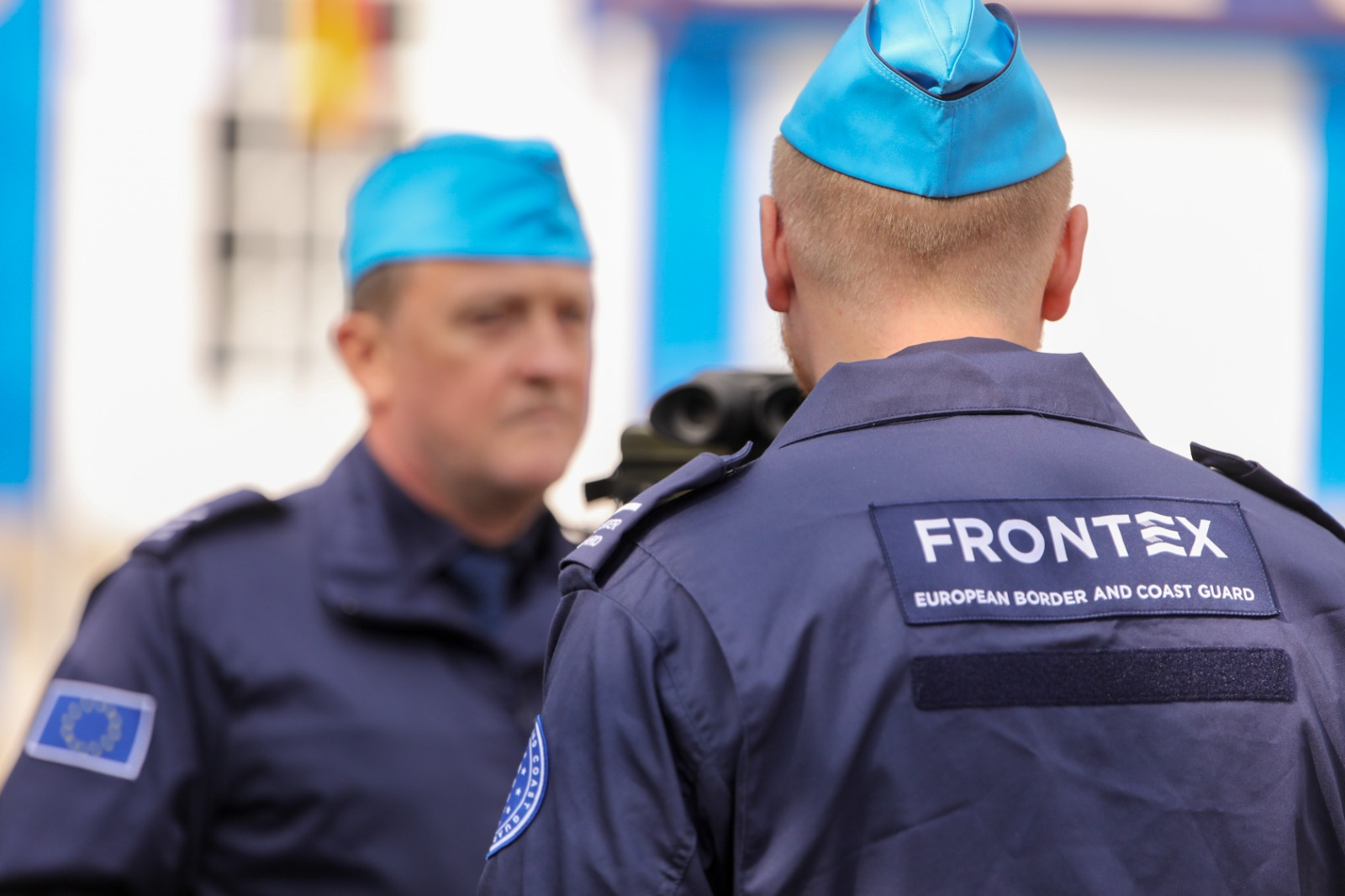
Agentes uniformados de Frontex.

La Agencia Europea de la Guardia de Fronteras y Costas (también conocida como Frontex, acrónimo de «Fronteras Exteriores») es una agencia de la Unión Europea encargada de apoyar la aplicación de las medidas de la Comisión Europea relacionadas con la gestión de las fronteras exteriores de la Unión y la ejecución de las decisiones de retorno mediante el refuerzo, la evaluación y la coordinación de las acciones de los Estados miembros y mediante la prestación de asistencia técnica y operativa, para la ejecución de dichas medidas, así como en materia de retorno. Además, participa de la acción fronteriza de la UE en el marco de la denominada «responsabilidad compartida de la gestión europea integrada de las fronteras», junto con las autoridades nacionales encargadas de la gestión de las fronteras, incluidas las guardias costeras.
Frontex se creó en 2004. En 2016, el órgano se modernizó para convertirse en la Agencia Europea de la Guardia de Fronteras y Costas, y se ampliaron sus competencias. La agencia renovada comenzó a funcionar oficialmente el 6 de octubre de 2016 en el punto de control fronterizo Kapitan Andreevo (entre Bulgaria y Turquía).
La agencia tiene como objetivos primordiales introducir normas comunes para la gestión de las fronteras exteriores y extremar la vigilancia sobre las mismas. Para ello, realiza análisis periódicos de riesgos y acomete evaluaciones de vulnerabilidad obligatorias con el fin de identificar y corregir los puntos flacos del sistema. Además, envía a los Estados miembros cuyas fronteras exteriores se encuentren en peligro agentes de enlace con la potestad de acceder a los sistemas nacionales de información pertinentes. A fin de que este organismo pueda desempeñar sus tareas, se prevé un incremento gradual de su presupuesto. De este modo, los 143 millones de euros inicialmente previstos para 2015 pasaron a 238 millones de euros en 2016; 281 millones, en 2017 y previsiones de 322 millones de euros para 2020. También aumentará, de manera gradual, el personal de la Agencia, que pasará de los 402 trabajadores de 2016 a los 1000 estimados para 2020.
| Estado          | Guardia fronteriza                                   |
| --------------- | ---------------------------------------------------- |
| Alemania        | Policía Federal                                      |
| Austria         | Policía Federal                                      |
| Bélgica         | Policía Federal                                      |
| Bulgaria        | Policía de Fronteras                                 |
| Chipre          | Policía                                              |
| Dinamarca       | Policía                                              |
| Eslovaquia      | Oficina de la Policía de Fronteras y de Extranjería  |
| Eslovenia       | Policía                                              |
| España          | Guardia Civil, Vigilancia Aduanera, Policía Nacional |
| Estonia         | Policía y Guardia de Fronteras                       |
| Finlandia       | Guardia de Fronteras                                 |
| Francia         | Policía Nacional                                     |
| Grecia          | Policía, Guardacostas de Grecia                      |
| Hungría         | Policía                                              |
| Islandia        | Guardia Costera                                      |
| Italia          | Guardia Costiera, Guardia di Finanza                 |
| Letonia         | Guardia Estatal de Fronteras                         |
| Lituania        | Servicio Estatal de Guardia Fronteriza               |
| Luxemburgo      | Policía                                              |
| Malta           | Servicio de control de fronteras                     |
| Noruega         | Policía                                              |
| Países Bajos    | Real Policía Militar                                 |
| Polonia         | Guardias fronteras                                   |
| Portugal        | Servicio Exterior y fronteras                        |
| República Checa | Servicio de Policía de Fronteras y Extranjeros       |
| Rumania         | Policía de Fronteras                                 |
| Suecia          | Guardia Costera                                      |
| Suiza           | Guardia Fronteriza                                   |

## Historia
En 2002 se ratifica la creación de un Órgano común de expertos en fronteras exteriores a efectos de la gestión integrada de las fronteras exteriores. El 26 de octubre de 2004 se crea Frontex. El 26 de abril de 2005 se establece la sede de la Frontex en Varsovia y entra en funciones el 1 de mayo.
La crisis migratoria europea de 2015 puso de relieve la necesidad de mejorar la seguridad en las fronteras exteriores de la Unión Europea, al demostrarse que Frontex poseía un poder limitado a la hora de apoyar a los Estados miembros en la protección de sus fronteras exteriores. Por aquel entonces, Frontex contaba con un personal y una dotación insuficientes. Carecía de la autoridad necesaria para llevar a cabo sus propias operaciones de gestión fronteriza, búsqueda, rescate y retorno. Además, en materia de recursos, la Agencia se financiaba a partir de las contribuciones voluntarias de los Estados miembros. Por todo ello, se instó a la Comisión Europea a que tomara cartas en el asunto. 
A raíz de este llamamiento, la Comisión Juncker propuso la renovación del sistema en diciembre de 2015. Francia y Alemania apoyaron su propuesta; sin embargo, Polonia y Hungría se opusieron a la misma, preocupados por la cesión de soberanía que conllevaba.
Los fundamentos legales de la propuesta de renovación se apoyan en los apartados b) y d) del párrafo 2 del artículo 77 y el apartado c) del párrafo 2 del artículo 79 del Tratado de Funcionamiento de la Unión Europea. El citado artículo 77 otorga jurisdicción suficiente a la Unión Europea para aprobar una legislación sobre la "instauración progresiva de un sistema integrado de gestión de las fronteras exteriores", mientras que el artículo 79 la autoriza a decretar una normativa sobre la repatriación de ciudadanos de terceros países que residan ilegalmente en la Unión Europea.
La Agencia Europea de la Guardia de Fronteras y Costas no es una nueva organización. No sustituyó a Frontex sino que conservó la misma personalidad jurídica. El objetivo de la Comisión Europea fue el de reforzar el mandato de la Agencia, aumentando sus competencias y equipandola para llevar a cabo sus actividades operativas. Por lo demás, la Agencia coordinará su trabajo con la Agencia Europea de Control de la Pesca y la Agencia Europea de Seguridad Marítima en relación con las funciones de los guardacostas.

## Organización
La gestión cotidiana de las regiones fronterizas exteriores es responsabilidad de los Estados miembros. Frontex apoya a los miembros que necesiten asistencia, y coordina la gestión general de las fronteras exteriores de oraganización. La vigilancia y el patrullaje de las fronteras exteriores de la Unión Europea (UE, en concreto el espacio Schengen, incluidos los países asociados al Acuerdo, así como los Estados miembros de la UE que aún no forman parte del espacio Schengen) será una responsabilidad compartida entre la Agencia y las autoridades nacionales. Su primer presidente, fue el militar finlandés Ilkka Laitinen.
Frontex cuenta con una reserva de guardias de fronteras y puede comprar su propio equipo. Sin embargo, los Estados miembro donde se registra este equipo (esto se refiere principalmente a buques patrulla, aviones, etc. que necesitan una bandera de estado) están obligados a ponerlo a disposición de la Agencia cuando sea necesario. Además dispone de un contingente de intervención rápida de guardias de fronteras y un contingente de equipo técnico, con la intención de eliminar la escasez de personal y equipamiento.
La Agencia cuenta con un nuevo mandato para enviar funcionarios de enlace e iniciar operaciones conjuntas con terceros países vecinos, entre las que se encuentran aquellas desarrolladas en territorio propio. 

#### Seguimiento y análisis de riesgos
Frontex tiene un centro de seguimiento y análisis de riesgos con autorización para supervisar los flujos migratorios hacia la Unión Europea y dentro de ella. Los análisis de riesgos incluiyen el terrorismo y la delincuencia transfronteriza. Por tanto, se procesan los datos personales de aquellos sospechosos de estar involucrados en actos terroristas y se colaborará con otras agencias de la UE y organizaciones internacionales en la prevención del terrorismo. Asimismo, se estableció una evaluación obligatoria de la vulnerabilidad de las capacidades de los Estados miembros para afrontar retos actuales o venideros en las fronteras exteriores de Schengen.
La Agencia puede lanzar operaciones conjuntas que incluyen el uso de drones cuando sea necesario. El sistema de observación terrestre de la Agencia Espacial Europea, conocido como Programa Copérnico, provee a la Agencia de vigilancia por satélite en tiempo real junto con el sistema actual de vigilancia de la frontera Eurosur.

#### El derecho de intervención
Cuando se encuentran deficiencias en el funcionamiento del sistema de gestión de fronteras de un Estado miembro como resultado de una evaluación obligatoria de la vulnerabilidad, Frontex tíene poder para exigir a dicho Estado miembro que adopte las medidas correctivas oportunas. En situaciones urgentes que pongan en riesgo el funcionamiento del espacio Schengen o en caso de que las deficiencias mencionadas anteriormente no se hayan solucionado, la Agencia tendrá la capacidad de intervenir directamente para asegurar que se adoptan las medidas oportunas, incluso cuando el Estado miembro en cuestión no haya solicitado ayuda o no considera que haya necesidad de intervenciones adicionales.
En cuanto al derecho de intervención, los Estados miembro podrán solicitar operaciones conjuntas, intervenciones fronterizas rápidas y el despliegue de equipos Frontex para apoyar a las autoridades nacionales cuando se experimente un flujo migratorio que ponga en peligro el espacio de Schengen. En tal caso, especialmente cuando la acción de un Estado Miembro no sea suficiente para manejar la crisis, la Comisión Europea tendrá autoridad para adoptar una decisión vinculante, que determinará si una situación concreta requiere acciones urgentes en el ámbito de la UE. Con arreglo a esta decisión, la Agencia podrá intervenir y desplegar equipos Frontex para asegurar que se ejecutan estas acciones, incluso cuando un Estado miembro no sea capaz o no desee tomar las medidas pertinentes.
El derecho de intervención es un asunto polémico que divide a la Comisión y los países miembro (especialmente aquellos con fronteras exteriores como Grecia, Hungría, Italia y Polonia). Estos últimos desean asegurarse de que la intervención sólo será posible con el consentimiento de las partes más implicadas.
En situaciones de emergencia, se enviarán equipos de intervención a zonas de conflicto con el objeto de reforzar la seguridad, ya sea a petición de un Estado miembro o por propia iniciativa de la Agencia. Como ya ha quedado reflejado, la posibilidad de un despliegue de recursos sin la aprobación del Gobierno implicado, constituye el aspecto más polémico de este plan.